# Manuel Girona y Agrafel
Manuel Girona y Agrafel (1817-1905) fue un empresario, banquero y político español. 

## Biografía
Según algunos autores nació en Barcelona y en 1817  pero según otros nació en Tárrega, provincia de Lérida y en 1818. Dado que su padre se trasladó a vivir a Barcelona en 1803, que sólo regresó a vivir a Tárrega durante la Guerra de la Independencia, y que su mujer Rita Agrafel y Obrador era de Barcelona, es muy poco probable que fuese a dar a luz en coche de caballos de Barcelona a Tárrega (unos 115 km). Manuel Girona y Agrafel fue banquero, empresario y político.
Hijo del comerciante, industrial y financiero Ignacio Girona y Targa, su educación fue espartana, sin vacaciones a lo largo del año. Estudió en las escuelas de la Junta de Comercio de Barcelona y después inició los estudios de arquitectura, pero el ánimo de hacer negocios, le hizo abandonarla. En 1834, con 16 años, logró la representación de una empresa de Almería que fabricaba cañerías de plomo, entonces una novedad. No hizo el servicio militar, debiendo pagar la excepción de quintas. No obstante, en la 2ª Guerra Carlista fue movilizado, llegando a teniente de granaderos, aunque nunca entró en batalla.
Se casó con Carolina Vidal-Quadras y Ramón, natural de Maracaibo, Venezuela, que era hija de Manuel Vidal y Quadras que fundó la casa de Banca Vidal-Quadras, luego absorbida por el Banco de Barcelona. Viajó mucho por Europa, tanto por placer como por negocios. Conocía bien el mercado de Londres. Tenía fincas en Francia (el chatêau d'Arné). Era un hombre de mundo, popular en Barcelona, a quien le gustaba figurar y apoyaba en cualquier tipo de buena iniciativa empresarial, cultural o política. Por ejemplo, se enorgullecía de haber ayudado a Narciso Monturiol en las pruebas del submarino Ictíneo I.
Llevó una vida social intensa y su nombre era imprescindible para organizar nuevas empresas. Durante cuarenta años fue presidente de la empresa Junta Provincial de Beneficencia, miembro de la Junta de la Sociedad Barcelonesa Protectora de Animales. También fue fundador y primer presidente de la Cámara de Comercio, Indústria y Navegación de Barcelona. Participó en la construcción del Gran Teatro del Liceo en 1847 y en 1861 en la fue uno de los tres miembros de la comisión de reedificación del teatro cuando se quemó; luego fue presidente de la sociedad de propietarios e introdujo la iluminación eléctrica en la sala. Fue dos veces presidente del Ateneo Barcelonés. Era un hombre hábil, instruido, prudente y organizado pero, al igual que su padre, fue una persona de un individualismo profundo, de una gran pragmatismo, que gozó de una salud privilegiada.
También fue autor de diversos escritos Ensayos para arreglar el crédito y mejorar la situación en España y los Discursos sobre los presupuestos generales del Estado y su articulado para 1890-1891, Discurso sobre le Proyecto de Emisión y Prórroga al Banco de España, De los medios y elementos que necesita la industria nacional, para competir con la extranjera, y modo de obtenerlos, De la navegación. Decadencia de nuestra marina. Manera de mejorar su situación, Memoria sobre la Exposición Universal de Barcelona de 1888. Era hermano de Ignacio y Casimiro, fundadores de la metalúrgica Can Girona, de Jaime, fundador de Altos Hornos de Vizcaya (con Manuel) y del Banco de Castilla, en Madrid. También fue presidente de la Junta de Administración y Vigilancia de la Nueva Aduana de Barcelona, cargo que desempeñó durante 9 años sin remuneración alguna, lo que le permitió, al final de su vida, reencontrarse con el mundo de la arquitectura que tanto le había apasionado en su juventud.
Dirigió (con el socio Clavé y su hermano Ignacio) la empresa familiar Girona Hermanos, Clavé y Cía desde su creación en 1839 y continuó hasta su liquidación en 1867. Esta empresa fue una de las grandes protagonistas de la industria, construcción de infraestructuras y finanzas del siglo XIX en Cataluña y España. Así, fue el fundador y director del primer banco privado español, el Banco de Barcelona, en el año 1844.  Dirigió la construcción del Canal de Urgel, del ferrocarril de Barcelona a Granollers (como fundador y director de la compañía Camino de Hierro del Norte) y del ferrocarril de Barcelona a Zaragoza, aprovechando en esta última la concesión que tenía la empresa familiar Girona Hermanos, Clavé y Compañía de la línea de Manresa, eludiendo Igualada, que es el camino habitual entre Barcelona y Lérida. Fundó con el Marqués de Comillas la Compañía General de Tabacos de Filipinas y el Banco Hispano Colonial (con su hermano Jaime). Con su hermano Jaime fue uno de los fundadores de Altos Hornos de Vizcaya.
Compró en el año 1897 la baronía de Eramprunyà, con lo cual pasó a ser dueño del castillo de Castelldefels y de la iglesia de Santa María del Castell que estaba dentro del recinto del castillo. Se encargó de su reconstrucción, así como de la construcción de una nueva parroquia para la población. El ayuntamiento de Castelldefels compró el castillo a sus descendientes en el año 1988.
Con motivo de la Exposición Universal de Barcelona de 1888, de la que fue comisario regio, renunciando a las dietas y gastos de representación, que abono de su bolsillo, donó una gran cantidad para poder terminar la fachada de la catedral de Barcelona (el cimborrio lo pagaron sus hijos Manuel y Ana Girona y Vidal). Dos lápidas a cada lado de la entrada principal así lo recuerdan. En el claustro de este templo se encuentra el mausoleo-capilla de la familia Girona.
En el año 1876 el gobierno de la Restauración le nombró alcalde de Barcelona, fue diputado de la Seo de Urgel, senador por la provincia de Barcelona (1877-1878) y senador vitalicio por el Partido Conservador (1884-1907). Tiene una calle dedicada en Barcelona.

«Creemos que tres son los grandes ejes en los que se apoya la figura de Manuel Girona: su familia, su círculo social y la selección que hizo de sus negocios. En relación con su familia destaca la proyección de su padre. Ignasi Girona y Targa fue el inspirador de la 'Casa Girona' y su establecimiento tenía una reputación contrastada que heredó a sus hijos. De todos los hijos, Manuel era el mayor de su segundo matrimonio y el que se educó más cerca de su padre ya que Joan viajó a estudiar a Suiza y estuvo una década en el extranjero.[...] La incorporación de Manuel al negocio familiar es muy temprana y no cabe que fue a la vez un hombre curioso e instruido. Su dedicación al mundo de los negocios, donde destacó muy joven, estuvo marcada por la impronta paterna. Alguna de las obras que colaboró a construir (el canal de Urgel por ejemplo) fueron proyectos de Ignasi Girona que cumplió su hijo. Alrededor se estructuraron el resto de los hermanos. Probablemente la magnitud de su labor empresarial y su proyección pública, eclipsó la notoriedad de las acciones de sus hermanos y progenitor, quienes también desarrollaron actividades importantes.»

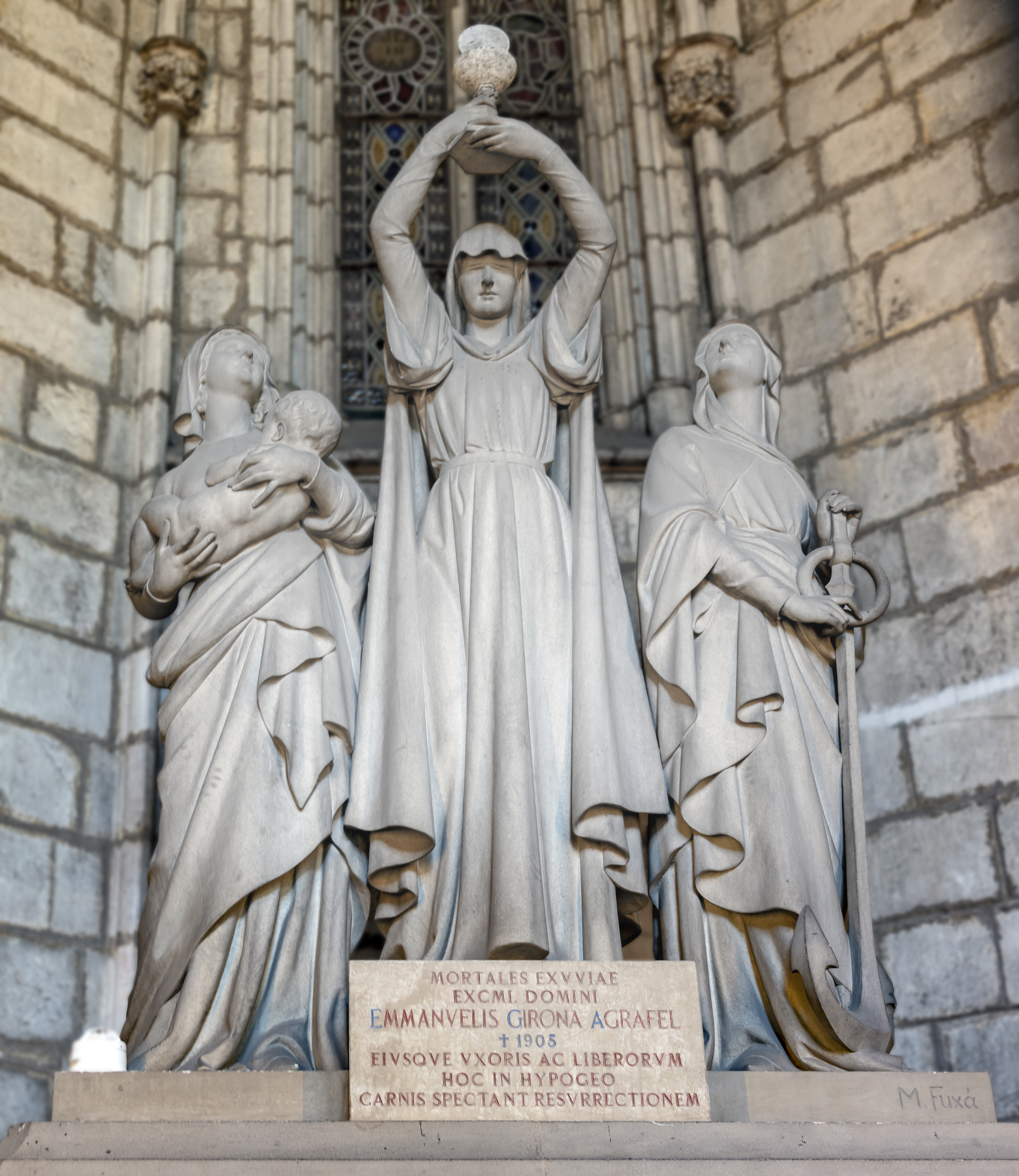
Sepulcro de la familia Girona en el claustro de la catedral de Barcelona por Manuel Fuxá.

Manuel Girona murió el 30 de noviembre de 1905 en Barcelona, siendo enterrado con todos los honores en la catedral, tal como deseaba. Manuel Girona y Agrafel fue un personaje singular de la Cataluña del siglo XIX. Durante toda su vida no se inició ninguna actividad importante en Barcelona sin contar con su opinión. Su personalidad parece un batiburrillo de dinamismo, agilidad, ambición, pragmatismo, filantropía, vanidad y modestia. Muchas veces aparece como una persona contradictoria. Con la información disponible, intentar ir más allá en el análisis de su personalidad puede desvirtuar, de forma maximalista o minimalista, el recuerdo de un hombre notable y distinguido dentro de la sociedad de la época.

## El banquero
Es su faceta más conocida. Ya su padre, Ignacio Girona y Targa era banquero y tenía una pequeña (como todas) casa de banca en Barcelona. Todavía no se había inventado la gran banca moderna. En 1834 hubo en Barcelona una epidemia de cólera, durante la cual Manuel Girona y Agrafel, que tenía 16 años, dirigió la banca paterna en unas condiciones muy críticas para la ciudad. Los tiempos iban cambiando y la revolución industrial precisaba de casas de banca más potentes. En 1842, solicitó al Ministerio de Hacienda la aprobación de un nuevo banco de descuento, al estilo de los que estaban naciendo en el resto de Europa, pero las circunstancias políticas lo impidieron.
En 1844, coincidiendo con los comienzos de la década moderada, se creó en Madrid el Banco de Isabel II. Esto hizo que se asociase con José María Serra y Rafael Plandolit, que también tenían experiencia bancaria, y el 1 de mayo de 1844, un Real Decreto les autorizase para crear el Banco de Barcelona. Este banco estaba centrado en el descuento de letras de cambio, pagarés, etc.; hacer adelantos de moneda, metales preciosos, títulos de deuda del Estado, hipotecas; admitir depósitos de dinero, joyas, plata; efectuar cobros de terceros; tener cuentas corrientes y emitir billetes. Es decir, un banco moderno.
Se le nombró director del banco, donde demostró ser un hombre prudente y con una gran habilidad para moverse por el mundo de las finanzas. En aquella época, el crédito era algo desconocido por los empresarios, cuando no mirado con recelo. Las letras de cambio eran miradas con repugnancia.
La crisis de 1847 hizo mella en muchos bancos que tuvieron que cerrar o solicitar el rescate, tras el pánico de la gente a reclamar su dinero en las ventanillas. Manuel Girona y Agrafel logró que el banco superase esta crisis. Tras la crisis vino la euforia y en 1855, el banco se instaló al comienzo de las Ramblas, en la antigua fundición de cañones, a la que subió una planta y remodeló, para su nuevo cometido. Con la euforia vino el nacimiento de múltiples bancos y casas de crédito, a la que sucedió una nueva crisis y la banca tuvo que ser apuntalada por el Estado. El Banco de Barcelona superó esta nueva crisis sin necesidad de recibir la ayuda que le ofreció el gobierno de Madrid.
Durante estos años, el banco cambió de directores y de junta de gobierno, y el único que permanecía era Manuel Girona y Agrafel (lo fue hasta su muerte en 1905), por lo que se asociaron a su enorme habilidad la superación de las dos crisis económicas en poco más de diez años. Su prestigio como banquero era fabuloso, lo que le permitió liderar grandes operaciones económicas. El Banco de Barcelona se convirtió en la primera institución financiera del país.
Cuando fue nombrado alcalde de Barcelona el año 1875, su formación como banquero le permitió reducir el déficit crónico de la ciudad. Tras su gestión como alcalde Cánovas del Castillo le ofreció el título de marqués del Llano de Barcelona, que no aceptó. En su vida solo aceptó la gran cruz de la Orden de Carlos III y la gran cruz de la Orden de Isabel la Católica. A raíz de esta experiencia, fue cuando Cánovas del Castillo le ofreció el Ministerio de Hacienda, pero para aceptar pidió plenos poderes, como los que tenía en el Banco de Barcelona, lo que nunca le dieron.
Aparte del Banco de Barcelona, también participó en la creación del Banco Hispano Colonial, con su hermano Jaime (fundador del Banco de Castilla, en Madrid). Además de Manuel y Jaime, también fue banquero su hermano Ignacio, que fue el primer director del Banco de España en Barcelona, pero el brillo del éxito como banquero de Manuel hizo que los éxitos de sus hermanos quedasen apagados. En 1876, el Banco Hispano Colonial apoyó económicamente al gobierno conservador con un empréstito para la pacificación de Cuba. Manuel Girona y Agrafel se convirtió así en una pieza clave del partido conservador.
Todo ello hizo que a finales del siglo XIX, Manuel Girona y Agrafel fuese una figura popular en Barcelona. La gente lo veía como la encarnación de la riqueza. Cuando alguien se hacía pasar por rico se decía, en tono de reproche: «¡Ni que fuese Girona!». También tenía fama de agarrado, pues no le gustaba malgastar el dinero (es lo que le había enseñado su padre y hacían todos sus hermanos). Cuando le proponían un gran negocio fuera de sus posibilidades, no lo aceptaba y decía que a él «le gustaba comerse las ensaimadas a poquitos y no de un sólo bocado». Si le acusaban de que era poco espléndido contestaba que «él no era hijo de Girona». Su lema era: «trabajar mucho, fuera vicios e interés compuesto». De él se cuentan muchas anécdotas, unas falsas y otras ciertas, que dan nota de su popularidad y estima del pueblo de Barcelona.